# Autonomiesuisse
Autonomiesuisse ist eine Bewegung von Schweizer Unternehmern und Wirtschaftsvertretern.

## Geschichte und Position
Autonomiesuisse ist aus der Diskussion um das Rahmenabkommen EU-Schweiz, auch als Institutionelles Abkommen (Abkürzung: InstA) bezeichnet, entstanden. Das geplante Vertragswerk soll die Zusammenarbeit zwischen der EU und der Schweiz in Zukunft regeln.
Anfang 2019 formierte sich erstmals ein Komitee von Unternehmern um Hans-Jörg Bertschi, Verwaltungsratspräsident der Bertschi Group, und Hans-Peter Zehnder, Verwaltungsratspräsident der Zehnder Group. Dieses forderte vom Schweizer Bundesrat weitere Nachverhandlungen des Rahmenabkommens und nahm damit eine Gegenposition zu Wirtschaftsverbänden wie Economiesuisse und Swissmem ein.
Am 6. Juni 2020 konstituierte sich das erweiterte Komitee formell und gründete dazu die Bewegung «Autonomiesuisse für eine weltoffene, erfolgreiche und freie Schweiz». Diese argumentiert, dass das vorliegende Abkommen «die Standortvorteile der Schweiz zunichtemacht und das Erfolgsmodell infrage stellt».
Erstmals öffentlich in Erscheinung trat Autonomiesuisse am 13. November 2020. Im Medienzentrum des Bundeshauses in Bern startete die Organisation eine Kampagne für «ein besseres Rahmenabkommen». Demnach verlangen die Unternehmer und Wirtschaftsvertreter beim Rahmenabkommen EU-Schweiz vor allem, dass die «Souveränitätsfragen» geklärt werden.
So fordern sie unter anderem ein neutrales Schiedsgericht anstelle des Europäischen Gerichtshofs (EuGH), ein Opting-out ohne «Androhungen von EU-Vertragskündigungen» sowie die Ausklammerung des Freihandelsabkommens mit der EU von 1972 und der Unionsbürgerrichtlinie vom Rahmenabkommen.

## Organisation
Autonomiesuisse hat keinen Präsidenten, sondern ein Co-Präsidium. Dieses besteht aus 21 Personen (Stand 3. Februar 2021).
Sie stammen laut eigenen Angaben «aus der politischen Mitte». Den Leitungsausschuss im Co-Präsidium bilden Hans-Jörg Bertschi, Martin Janssen und Hans-Peter Zehnder.
Derzeit zählt Autonomiesuisse 550 Mitglieder.